# اچ‌ام‌اس کاپیتان (۱۷۴۳)
اچ‌ام‌اس کاپیتان (۱۷۴۳) (به انگلیسی: HMS Captain (1743)) یک کشتی بود که طول آن ۱۵۱ فوت (۴۶٫۰ متر) بود. این کشتی در سال ۱۷۴۳ ساخته شد.